# Димитриос Мисирлис
Димитриос М. Мисирлис (на гръцки: Δημήτριος Μ. Μισυρλής) е гръцки учен, деец на Гръцката въоръжена пропаганда в Македония.

## Биография
Димитриос Мисирлис е роден в 1884 година в македонски град Сяр, който тогава е в Османската империя. Мисирлис завършва гимназия в Сяр в 1901 година и работи като учител през 1902 - 1904 година във Валовища, днес Сидирокастро, Гърция. Става студент във Философския факултет на Атинския университет, който завършва в 1909 година. Още като студент взима участие в Гръцката въоръжена пропаганда в Македония и е за кратко затворен в Солун, като е освободен след намесата на солунския митрополит. След завършване на университета в 1909 година става учител в прогимназията в Долна Джумая, а на следната година в гимназията в Сяр. В Сярската гимназия работи до 1920 година с прекъсване в 1916 – 1918 година, когато българските окупационни власти го изпращат в трудов лагер в България.
След 1920 година е прехвърлен в гимназията във Воден, а в 1924 година отново се връща в Сяр, където на 18 юли 1926 година полага основите на смесената сярска гимназия. Със собствени средства основава обществена библиотека в Сяр. В 1939 година е един от основателите на Обществото за македонски изследвания в Солун. По време на окупацията през Втората световна война е арестуван на 17 май 1941 година, защото се противопоставя на отварянето на българско училище в Солун.
Негов бюст, изработен от Д. Фалиреас със средства на Министерството на образованието, дем Сяр, Воден и силогоса „Орфей“ е поставен в 1950 година на централния площад в Сяр.
Умира в 1952 година. Името му носи улица в Сяр.

## Трудове
Превежда множество книги от немски и френски език. Автор е на много трудове на историческа тематика. Някои от по-известните му са:
- Ή συμβολή της Μακεδονίας εις τον υπέρ τής ελευθερίας των Ελλήνων ιερόν αγώνα του 1821 („Приносът на Македония към Гръцкото въстание от 1821“)
- Εξέλιξις του εθνολογικού και γλωσσικού προβλήματος Μακεδονίας 1937 („Развитие на етнографския и езиков македонски въпрос“)
- Εντυπώσεις εκ περιηγήσεως ανά τας μονάς Αγίου Όρους („Впечатление от едно пътуване през Света гора“)